# Pink Boots Society
Pink Boots Society (PBS) es una organización sin ánimo de lucro con presencia internacional que apoya a las mujeres que trabajan en la profesión cervecera, especialmente en la creación de cerveza artesanal.La organización ayuda a las cerveceras a conocer a mentores, a tener la oportunidad de relacionarse con otras mujeres en la profesión y a crear conciencia sobre la importancia de las mujeres en la elaboración de cerveza. PBS también anima a las mujeres cerveceras a continuar su educación y ayuda a enseñar las habilidades necesarias para convertirse en juezas de cerveza. PBS recauda fondos para becas para que las mujeres continúen su educación en cervecería.

## Historia
En 2007, la cervecera Teri Fahrendorf conoció a otras cerveceras, Laura Ulrich y Whitney Thompson durante un viaje por carretera. Su viaje, en el que fue a 70 cervecerías diferentes y participó en 38 presentaciones de cervezas, le ayudó a darse cuenta de que muchas de las cerveceras que conoció no sabían que había otras mujeres en su profesión. La primera aparición pública de PBS fue simplemente una lista de mujeres cerveceras mantenida en un blog especializado. PBS tuvo su primera reunión en la Conferencia de Cerveceros Artesanales (CBC) y atrajo a 22 miembros. Más tarde, Fahrendorf fundó PBS como una organización sin ánimo de lucro y le puso el nombre «pink boots» por las botas rosas que usaba cuando preparaba la cerveza que le había regalado su suegra.

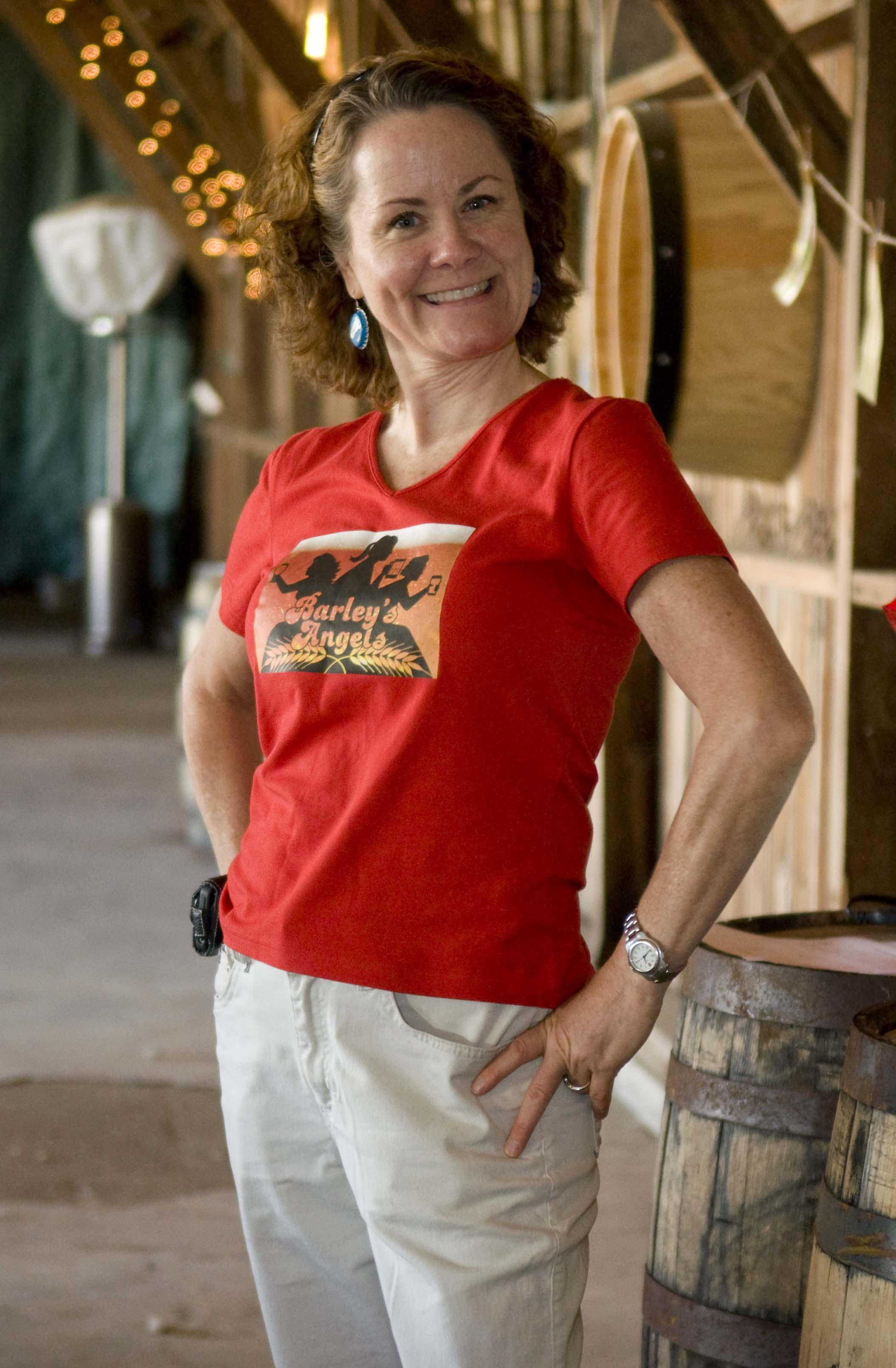
Teri Fahrendorft, fundadora de la Pink Boots Society

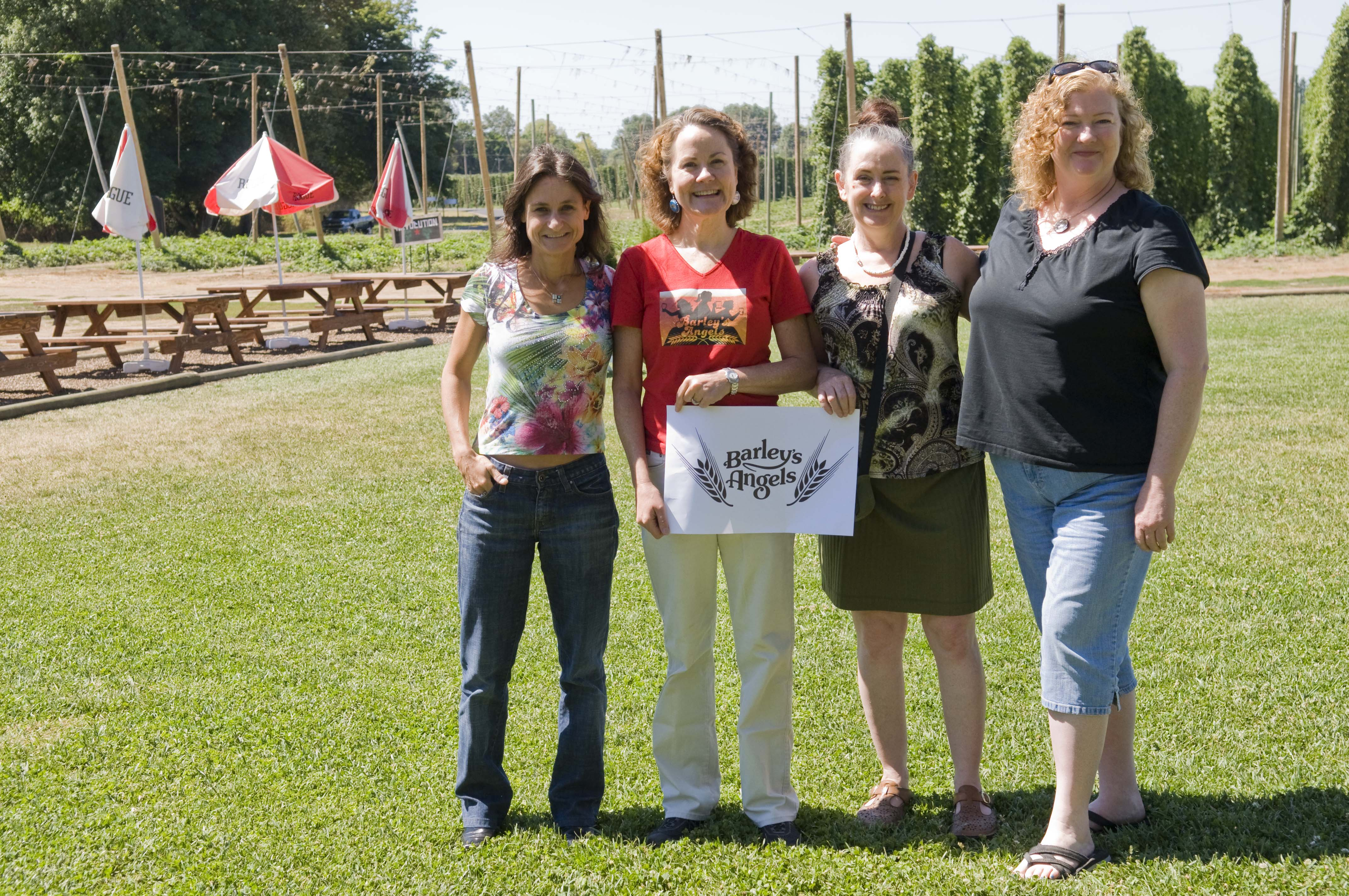
Evento de Barley's Angels en 2012

A medida que PBS creció, la organización adoptó una identidad más profesional, lo que resultó en la exclusión de las consumidoras. Sin embargo, reconociendo el valor de una base de consumidoras femeninas educadas para superar los estereotipos de género sobre el gusto y las preferencias, en 2011 las integrantes crearon Barley's Angels. Esta rama de la organización se convirtió en una comunidad educativa y social para mujeres entusiastas de la cerveza. 

En 2012, PBS obtuvo el estatus de organización sin fines de lucro 501(c)(3), lo que les permitió recaudar fondos y expandir sus becas educativas, incluyendo apoyo para mujeres que asisten a escuelas cerveceras y viajan al extranjero. No obstante, con la obtención del estatus de organización sin fines de lucro, se les exigió separar sus operaciones de Barley's Angels, que apoyaba a empresas con fines de lucro a través de programas de educación al consumidor. Actualmente, ambas organizaciones funcionan de manera independiente.

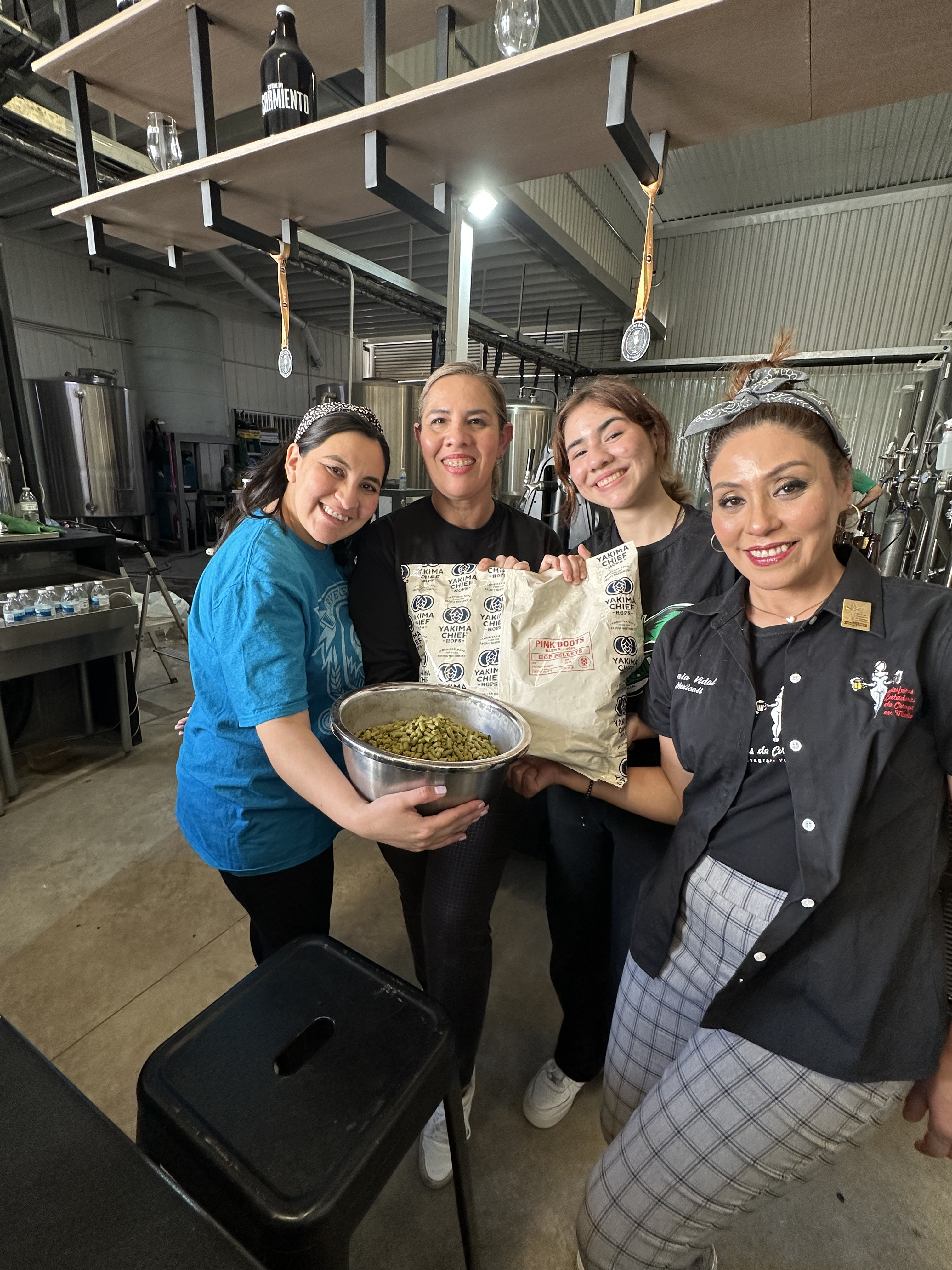
Mujeres cerveceras con la mezcla Pink Boots-Yakima Chief Hops.

En 2013, PBS fue contactada por Sophie de Ronde para crear el Día Internacional de Elaboración Cervecera de la Mujer (IWCBD por sus siglas en inglés). El día ayuda a crear conciencia sobre las mujeres en la industria cervecera y también ayuda a recaudar fondos para PBS.La fecha coincide con el 8 de marzo, en el marco del Día Internacional de la Mujer. En esa fecha se organiza el Pink Boots Collaboration Brew Day, una actividad que involucra a todos los capítulos de la asociación. Durante este evento, se invita a cervecerías de todo el mundo a colaborar para elaborar cervezas utilizando la mezcla Pink Boots, en los últimos años la colaboración se ha realizado con Yakima Chief Hops. La venta de la mezcla también contribuye a los fondos de becas de Pink Boots Society.
Las ventas de estas cervezas colaborativas financian programas educativos y becas que promueven el empoderamiento y la formación continua de mujeres en la industria cervecera. Esta iniciativa busca fomentar la diversidad de género y fortalecer la comunidad global de productoras y productores de cerveza mediante la colaboración y la inclusión.

## Misión y Objetivo
Al inicio se requería que para formar parte fueran mujeres y tener algún tipo de carrera en el mundo cervecero o relacionada con la cerveza y su elaboración.La misión actual de Pink Boots Society es «ayudar, inspirar y alentar a las mujeres y a las personas no binarias en la industria de bebidas fermentadas/alcohólicas a avanzar en sus carreras a través de la educación». Además de la educación, los objetivos incluyen tutoría, creación de redes y concienciación sobre las cuestiones de género en estas industrias.

### Actividades
PBS organiza diversos programas y actividades para cumplir su misión, incluyendo:
- Programas de Becas: PBS recauda fondos para ofrecer becas que permiten a sus miembros continuar su educación y formación en la industria de las bebidas fermentadas.
- Día Internacional de Elaboración Cervecera de la Mujer (IWCBD): Un evento anual que crea conciencia sobre las mujeres en la industria cervecera y recauda fondos para PBS.
- Conferencias y Talleres: PBS organiza y participa en conferencias, talleres y seminarios para fomentar el aprendizaje y la creación de redes entre sus miembros.

### Logros
Desde su fundación, PBS ha tenido un impacto significativo en la industria de las bebidas fermentadas. Ha aumentado la visibilidad de las mujeres y las personas no binarias en la industria, ha proporcionado oportunidades educativas y ha fomentado una mayor inclusión y diversidad. Las personas integrantes de PBS han participado en numerosos eventos importantes de la industria a nivel internacional.

## Estructura
PBS cuenta con integrantes en todo el mundo. La membresía está abierta a mujeres y personas no binarias que tengan una carrera en la industria de las bebidas fermentadas, incluyendo cerveza, vino, licores, sidra, sake, kombucha y otras bebidas fermentadas. La organización tiene capítulos en diversos países, lo que permite a sus integrantes conectarse a nivel local y global.

### EnEstados Unidos
Alabama, Alaska, Arizona, Arkansas, California, Colorado, Connecticut, Delaware, Florida, Georgia, Hawái, Idaho, Illinois, Indiana, Iowa, Kansas, Kentucky, Luisiana, Maine, Maryland, Massachusetts, Míchigan, Minnesota, Misisipi, Misuri, Montana, Nebraska, Nevada, Nuevo Hampshire, Nueva Jersey, Nuevo México, Nueva York, Carolina del Norte, Dakota del Norte, Ohio, Oklahoma, Oregón, Pensilvania, Rhode Island, Carolina del Sur, Dakota del Sur, Tennessee, Texas, Utah, Vermont, Virginia, Washington, Washington D. C., Virginia Occidental, Wisconsin, Wyoming.

### Capítulos Internacionales
Benelux, Francia, América Latina, Canadá, Australia, España, República Checa, Nueva Zelanda.